# 운명의 여인
"운명의 여인"은 한국에서 제작된 강원주 감독의 1957년 영화이다. 엄앵란 등이 주연으로 출연하였고 강원주 등이 제작에 참여하였다.

## 출연

### 주연
- 엄앵란
- 김윤봉
- 최삼
- 유계선

## 기타
- 조명: 고해진
- 녹음: 최칠복